# Aldermaston College
L'Aldermaston College è stato un istituto universitario sito nel villaggio  di Aldermaston, nella contea del Berkshire, sede di un prestigioso college e del British Institute of Engineering and Technology, B.I.E.T.
Al conseguimento delle certificazioni in ingegneria, la maggior parte degli studenti avviava un tirocinio pratico e sosteneva esami che permettevano l'iscrizione alla Society of Engineers, secondo più importante ordine professionale inglese che annoverava membri quali Gustave Eiffel e Guglielmo Marconi.
Come per molte altre istituzioni universitarie di rilievo, furono aperte sedi distaccate in altri paesi, specialmente del Commonwealth. 
Il BIET insieme alla "School of Careers" faceva parte del gruppo editoriale "Cleaver-hume Macmillan". Vi erano associati i seguenti Istituti:
- British Institute of Plastic Technology
- British Institute of Building Technology
- British Tutorial Institute-London
- South African College of Science and Technology
- Canadian Institute of Science and Technology
- The Caribbean Educational Institute
- BIET-India
- BICA India
- Career Training Pakistan
- British Institutes Pakistan
- BIET Australia
- British Institute of Careers Australia
- BICA Near East
- BIET Near East
- British Tutorial College Africa
- BIET Egypt
- British School of Careers Rhodesia
- International Technisch Studiecentrum Amsterdam
- BIET Torino

Il college ha subito gli effetti negativi della riforma scolastica della fine degli anni ottanta nel Regno Unito e per far fronte alla crisi economica aveva ridotto i corsi di studio lasciando attivi solo quelli di ingegneria. Ciò nonostante nei primissimi anni novanta è stato costretto a chiudere definitivamente non potendo più garantire l'elevato livello qualitativo fino ad allora tenuto.